# آگاپس
آگاپس (به لاتین: Agaps) یک منطقه مسکونی در جمهوری آذربایجان است که در شهرستان ترتر واقع شده است.